# Leone Leoni
Leone Leoni, född 1509, död 22 juli 1590, var en italiensk-spansk konstnär. Han var far till Pompeo Leoni.
Leone Leoni var sin tids mest berömde medaljgravörer, verksam mestadels i Milano, bland annat i tjänst hos Karl V och Filip II. Hans större skulpturverk, som befinner sig i Madrid och Escorial, utfördes i samarbete med sonen.